# سد گلونوایا
سد گلونوایا (به لاتین: Golovnaya Dam) یک سد خاکی در تاجیکستان است که در Levakant, Sarband District, Khatlon Province واقع شده‌است.